# Le braghe del padrone
Le braghe del padrone è un film del 1978 diretto da Flavio Mogherini tratto dal romanzo omonimo di Italo Terzoli ed Enrico Vaime.

## Trama
Il giovane Vittorio Pieroni si getta da un cavalcavia ferroviario nel momento in cui sta passando un treno; scampato al suicidio e soccorso da un'ambulanza, ricorda le circostanze che lo hanno spinto a commettere quel gesto. L'uomo è un umile ma onesto pulitore di finestre ma un giorno viene casualmente assunto dalla "Supreme Edizioni" dopo che il Presidente della casa editrice gli ha accidentalmente orinato in testa: sperduto nella grande azienda, Vittorio viene avvicinato dal Diavolo, che vuole aiutarlo nella sua scalata sociale.
Così tentato, decide di accettare i consigli del demonio ed inizia una scalata che lo porta fino al vertice della multinazionale. Un giorno, in occasione di uno sciopero, il Diavolo insiste perché Vittorio approfitti della situazione e si metta dalla parte dei lavoratori compiendo un gesto clamoroso: lo sciopero della fame. Vittorio accetta e la sua determinazione viene apprezzata dal Presidente, che - in cambio della rinuncia alla lotta per i diritti degli operai - lo promuove segretario generale della ditta a spese dell'architetto Silvestri.
La carriera di Vittorio non andrebbe tuttavia più lontano se il Presidente non si trovasse nella necessità di mettere al sicuro dal fisco i 10 miliardi di utile dell'anno. Pieroni si presta a una manovra di finto rapimento e riscatto ma contestualmente inventa per conto proprio un tranello per screditare De Dominicis, cognato del Presidente e suo vice. Il piano si conclude senza problemi, il capo si gode il finto riscatto - anche se ha dovuto amputarsi l'alluce per dimostrare di essere stato veramente sequestrato - e Vittorio diviene vicepresidente.
Il successo però gli dà alla testa: una sera Vittorio decide di fare da solo tanto con le donne (vuole sposare la fidanzata Liliana, una hostess dell'Alitalia che il Diavolo non apprezza perché la giudica brutta e sempliciotta) che nel lavoro. Il maligno, indispettito, raccoglie la sfida e lo lascia al suo destino. Qualche tempo dopo il presidente ha un infarto e, non sapendo se sopravviverà, rivela a Vittorio la combinazione della cassaforte dell'ufficio dove trovare tutti i documenti compromettenti per la società affinché li bruci al più presto.
Vittorio ne approfitta subito: rivela pubblicamente tutto, fa scoppiare lo scandalo dei falsi bilanci societari della multinazionale ed il Presidente finisce arrestato. A questo punto, Pieroni non ha rivali e può ottenere il posto di Presidente delle "Supreme Edizioni". Ma il suo predecessore è in agguato e non è disposto a farsi detronizzare; decide di silurare Vittorio e l'impresa è facile: inebriato dal successo, Pieroni non aveva mai letto ciò che firmava. Viene rivelato che le carte più compromettenti sono quelle che in calce portano la sigla del nuovo Presidente, non del vecchio.
Si scopre che quando Vittorio sale sul muretto del ponte ferroviario, giù in basso sul binario c'è il Diavolo soddisfatto perché, proprio come aveva previsto, Vittorio da solo è un incapace, e glielo rinfaccia divertito. Il Diavolo lo esorta a buttarsi senza paura: Vittorio si getta e finisce dentro a un carro merci carico di paglia, riportando solo qualche ferita. Dopo aver trascorso tre anni in manicomio, Satana gli propone una nuova sfida: spodestare un ricco imprenditore di Torino, proprietario di un'azienda automobilistica e presidente di una squadra di calcio.

## Luoghi delle riprese
Il cavalcaferrovia da cui si butta Vittorio fa parte di via della Stazione di Cesano alla periferia di Roma, in corrispondenza della linea ferroviaria Roma-Capranica-Viterbo.
L'ospedale psichiatrico giudiziario in cui è ambientata l'ultima scena del film è in realtà l'Istituto San Michele di Roma, in piazzale Antonio Tosti, edificio utilizzato spesso per riprese cinematografiche. Il viale su cui si immette il taxi con Vittorio in fuga è viale Carlo Tommaso Odescalchi, a Roma. Parte del film è stato anche girato al Jolly Midas Hotel sull'Aurelia.